# Chapelle Foujita
Chapelle Notre-Dame-de-la-Paix
 (octobre 2010).
Si vous disposez d'ouvrages ou d'articles de référence ou si vous connaissez des sites web de qualité traitant du thème abordé ici, merci de compléter l'article en donnant les références utiles à sa vérifiabilité et en les liant à la section « Notes et références ».
En 1964, le peintre Léonard Foujita, converti au catholicisme, décide avec René Lalou (son parrain, qui dirigeait la maison de vin de Champagne Mumm) de construire une chapelle à Reims. C'est la chapelle Notre-Dame-de-la-Paix, surnommée « chapelle Foujita ».

## Historique
Le rêve de Foujita est de construire un ensemble religieux autonome qui permet d'englober toutes les expressions artistiques occidentales traditionnelles.
René Lalou, président des champagnes Mumm, et parrain lors de son baptême, le soutient et l’encourage dans son projet. Après de multiples recherches pour trouver un terrain autour de Villiers-le-Bâcle où réside Foujita, ils s’arrêtent finalement à Reims, juste à côté de la maison Cordon Rouge, 33 rue du Champ-de-Mars. Lalou en fait l’achat, à titre personnel, afin de permettre à l’artiste de concrétiser son souhait. Un premier projet proposé par l'architecte parisien A. Sabatier n'est pas retenu, trop moderne. Les deux amis se tournent alors vers l'architecte Maurice Clauzier. Bien connu à Reims, ce dernier va très vite comprendre la démarche de Foujita.
Les deux artistes communiquent par échanges épistolaires. Le peintre souhaite que la chapelle soit de style roman car c'est le style architectural le plus pur et le plus simple. Le titre « Notre Dame de la paix »  fait référence à l'encyclique Pacem in Terris rédigée par le pape Jean XXIII. Publiée en 1963 en pleine guerre froide, cette célèbre encyclique, adressée à tous et non pas seulement aux catholiques, est rédigée comme un message de paix.
De son vrai nom chapelle Notre-Dame-de-la-Paix, la chapelle, de style néo-roman, est située à proximité du centre historique de Reims dans la rue du Champ-de-Mars. Le chantier débute en mars 1966. Le 1er juin le couple Foujita s'installe à Reims dans la maison Cordon Rouge. Le 6 juin commence pour l'artiste la réalisation des fresques, qu'il achève le 31 août.
De nombreux artistes se sont intéressés à l'art sacré au début du XXe siècle. 
À la fin des années 1930, le père Couturier (1897-1954), père dominicain, ancien élève de Maurice Denis, a participé aux ateliers d'art sacré. Il avait noué des liens d'amitié avec plusieurs artistes célèbres et a contribué au renouveau de l'art religieux en France. Sous son impulsion, des artistes renommés (Pierre Bonnard, Fernand Léger, Henri Matisse, Georges Rouault, Marc Chagall et Germaine Richier) ont participé au chantier de l'église Notre-Dame-de-Toute-Grâce sur le plateau d'Assy en Haute-Savoie. Henri Matisse, après la Seconde Guerre  mondiale, avait décoré la chapelle des dominicains à Vence. Le Corbusier avait réalisé la chapelle Notre-Dame-du-Haut à Ronchamp en Haute-Saône de 1951 à 1954. Jean Cocteau avait réalisé la décoration de la chapelle Saint-Pierre de Villefranche-sur-Mer en 1950.

## Descriptif de la chapelle
L'intérieur de l'édifice est largement recouvert par des fresques peintes par Léonard Foujita et représentant différents passages de l'Histoire sainte, dont la plupart reprennent des scènes de la vie du Christ. La peinture à fresque implique l'absence de reprise ou la moindre hésitation. Chaque composition commencée doit se terminer dans la journée. Il  met au point lui-même les pigments. Foujita a été marqué par les œuvres de Diego  Rivera, créateur du muralisme mexicain, qui a vécu à Paris entre 1909 et 1921. Il l'avait rencontré  dans la capitale parisienne par l'intermédiaire de leur ami commun Amedeo Modigliani. Rivera a réalisé le portrait de Foujita avec Kawashima Rüchiro en 1914. Le peintre japonais l'avait revu lors de son séjour au Mexique. 
Les vitraux ont également été peints par Foujita et réalisés par le maître-verrier Charles Marq. Les motifs reprennent des scènes de la vie en Champagne et des vues de la campagne.
Il a 80 ans quand il réalise ce chantier. 
Elle est bénie le 1er octobre 1966 puis solennellement remise à la ville de Reims le 18 octobre suivant. La chapelle fait l’objet d’une inscription au l'inventaire supplémentaire des monuments historiques depuis le 8 juin 1992.
Foujita meurt à Zurich le 29 janvier 1968. Les obsèques auront lieu à la cathédrale de Reims, puis le corps est inhumé dans sa petite chapelle. En 1971 sa dernière épouse, Kimiyo, qui vit à Villiers-le-Bâcle fait transférer le corps là où elle réside. En 2002, elle décide de respecter la volonté de son mari, le corps est de nouveau exhumé pour rejoindre, le 3 octobre 2003, Notre-Dame-de-la-Paix. Kimyo décède à Tokyo le 6 octobre 2009. Ces cendres sont transférées auprès de Foujita le 25 avril de la même année.
En 2019, elle a reçu 10 546 visiteurs. 

## Description intérieure de la chapelle
En entrant dans la chapelle, la première fresque à droite représente Le Lavement des pieds. Elle est suivie d'un vitrail de saint Léonard qui n'est pas sans évoquer le nom de baptême choisi par Foujita en hommage à Léonard de Vinci. La seconde fresque présente La Nativité, ensuite d'un second vitrail, représentant sainte Béatrice, prénom de la marraine de Foujita. La troisième station présente Le Portement de Croix.
Dans la chapelle de la communion, peinte en cul-de-four, La Cène, des vitraux de part et d'autre renforcent cette tragédie. L'un met en scène un laïc l'autre un religieux, souvent identifié à Saint Remi. Vient ensuite La Résurrection. 
L'abside est consacrée à Notre-Dame-de-la-Paix. En total décalage avec la scène centrale, les vitraux de cette dernière évoquent des créatures fabuleuses, des monstres malfaisants. Puis survolant le maître-autel nous apparaît Dieu le Père entouré du tétramorphe (symboles des quatre évangélistes). Sur le haut de la porte de la sacristie La Pêche miraculeuse. Porte composée de 16 petits panneaux de bois, dont la décoration rappelle les enluminures du Moyen Age, ils montrent des personnages importants du panthéon chrétien, tels Moïse, ou bien racontent leur extraordinaire histoire. Poursuivons notre visite, voici la fresque de L'Annonciation, puis la chapelle Notre-Dame des vendanges, accompagnée d'un grand vitrail La Genèse et face à cette Madone, sur le mur de gauche, la fresque des sept péchés capitaux.  En sortant de cette chapelle Jésus guérissant les malades, de nouveau un vitrail Sainte Cécile , La Déploration du Christ mort et Sainte Marthe. Pour dialoguer avec le baptistère Foujita a choisi de présenter la scène du Baptême du Christ. Pour terminer au revers de la façade de cette chapelle se tient une immense scène de la Crucifixion. Parmi les disciples à droite figurent le donateur René Lalou, l'architecte Maurice Clauzier et Foujita.

## L'extérieur
Entourée de végétation, cette chapelle semble modeste, dans la lignée des églises de campagne. Un étonnant calvaire aux traits d'un Christ enfant accueille le visiteur. De chaque côté de la porte cloutée de la façade sont placés deux emblèmes: l'agneau pascal et des poissons entrelacés. Au-dessus deux croix grecques et deux croix romaines marquent l'union de l'Orient et de l'Occident. Cet édifice est surmonté d'un clocher avec deux cloches de bronze: Marthe et François. Il est coiffé d' une girouette un coq chantant. 

Portail de la chapelle